# Охаба-Сібішел
Охаба-Сібішел (рум. Ohaba-Sibișel) — село у повіті Хунедоара в Румунії. Входить до складу комуни Риу-де-Морі.
Село розташоване на відстані 277 км на північний захід від Бухареста, 42 км на південь від Деви, 133 км на схід від Тімішоари, 148 км на північний захід від Крайови.

## Населення
За даними перепису населення 2002 року у селі проживали 130 осіб.
Національний склад населення села:
| Національність | Кількість осіб | Відсоток |
| -------------- | -------------- | -------- |
| румуни         | 108            | 83,1%    |
| цигани         | 22             | 16,9%    |

Рідною мовою назвали:
| Мова      | Кількість осіб | Відсоток |
| --------- | -------------- | -------- |
| румунська | 109            | 83,8%    |
| циганська | 21             | 16,2%    |